# Walter Feit
Walter Feit (Viena, 26 de outubro de 1930 — Branford, 29 de julho de 2004) foi um matemático austríaco naturalizado estadunidense de origem judaica.
Conhecido por seu trabalho em grupos finitos e teoria de representação.
Nasceu em Viena, de onde fugiu para a Inglaterra em 1939. Seguiu para os Estados Unidos em 1946, estudando na Universidade de Chicago. Obteve o Ph.D. na Universidade de Michigan, sendo depois professor na Universidade Cornell em 1952 e na Universidade Yale em 1964.
Seu mais famoso resultado é a prova do teorema de Feit–Thompson, juntamente com John Griggs Thompson, de que todos os grupos finitos de ordem ímpar são resolvíveis. Na época em que o teorema foi escrito, foi provavelmente a mais complicada e difícil prova matemática já conduzida. Feit publicou uma centena de artigos, a maior parte sobre a teoria dos grupos finitos, teoria do caráter e teoria da representação modular. Outro tema regular em suas pesquisas foi o estudo de grupos lineares de pequeno grau, isto é, grupos finitos de matrizes de pequena dimensão.
Recebeu o Prêmio Cole da American Mathematical Society em 1965, e foi eleito para a Academia Nacional de Ciências dos Estados Unidos e Academia de Artes e Ciências dos Estados Unidos. Foi vice-presidente da União Internacional de Matemática.

## Livros publicados
- The representation theory of finite groups. ISBN 0-444-86155-6
- Characters of finite groups